# Frans Netscher

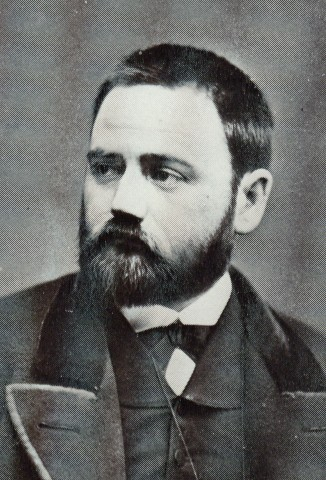
Frans Netscher.

Franciscus (Frans) Cristianus Johannes Netscher, född 30 april 1864 i Haag, död 19 november 1923 i Haarlem, var en nederländsk författare.

## Biografi
Netscher var stenograf i Generalstaterna och i Leiden. Han började 1884 att skriva samtida naturalistiska berättelser och romaner i Émile Zolas stil, vilka hade stor betydelse som opposition mot det föregående skedets schablonmässiga och stagnerade novellistik, bland annat Studie's naar het naakt model (1886), Menschen om ons (1888) och Egoïsme (1893). Han skrev vidare om Jozef Israëls (1887) och gav riksdagsporträtt (1889–90).